# Tord Gustavsen

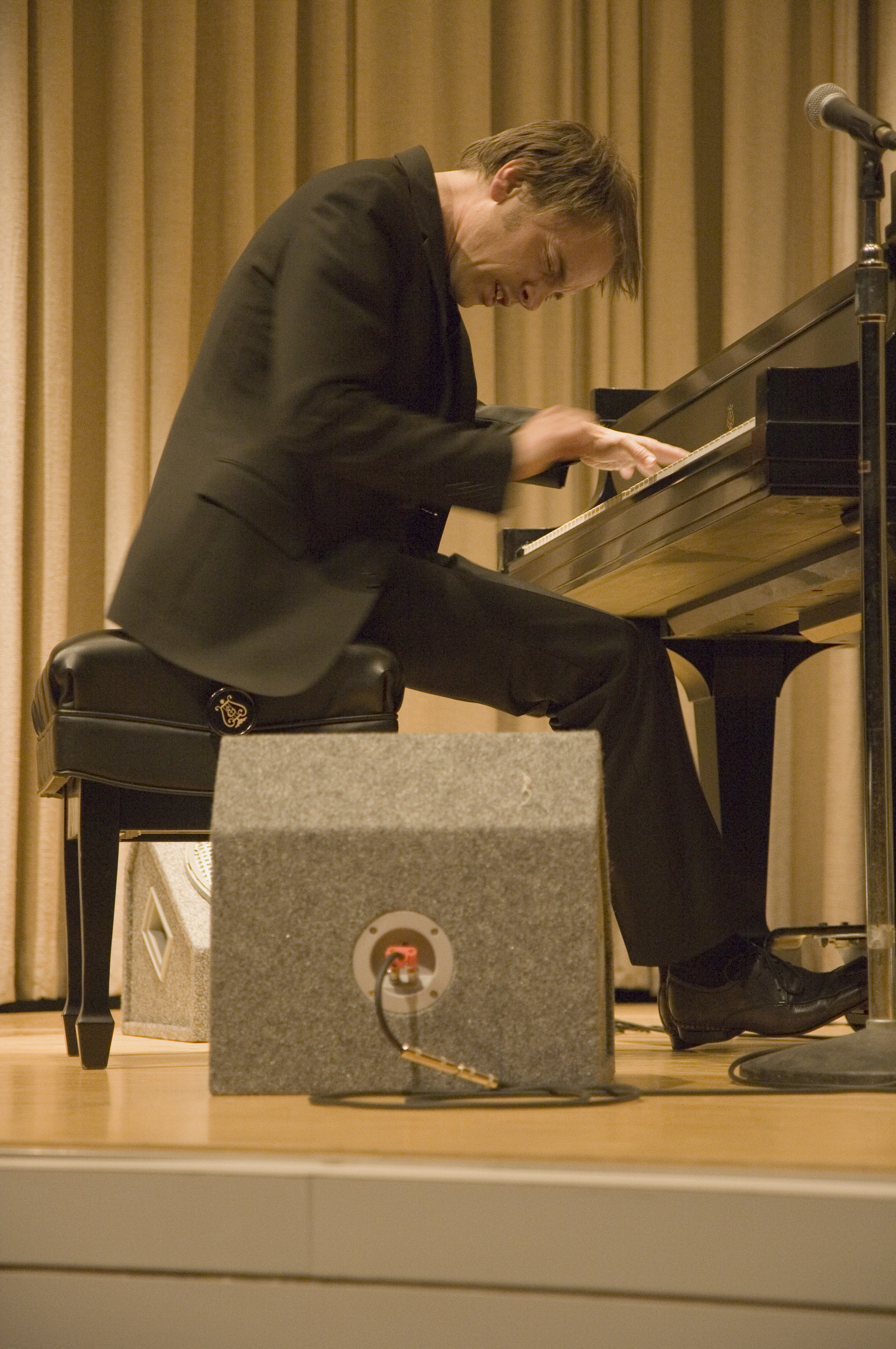
Tord Gustavsen am Piano (2007)

Tord Gustavsen (* 5. Oktober 1970 in Oslo) ist ein norwegischer Jazzpianist.

## Leben und Karriere
1970 in Oslo geboren, gilt Gustavsen in der Jazzszene seines Heimatlandes als einer der aktivsten und einflussreichsten Musiker der vergangenen Jahre. Außerhalb Norwegens wurde er zunächst vor allem durch seine Arbeit mit Silje Nergaard einem breiteren Publikum bekannt. Gemeinsam mit der Sängerin Siri Gjære arbeitete er im Duo Aire & Angels, das ab 1999 zwei Alben veröffentlichte.
Daneben spielte er seit den späten 1990ern mit dem Bassisten Harald Johnsen und dem Schlagzeuger Jarle Vespestad im nach ihm benannten Tord Gustavsen Trio. Das viel beachtete Debütalbum Changing Places wurde 2003 bei ECM herausgegeben. Zwei Jahre später folgte The Ground, das als erstes Instrumental-Jazzalbum auf Platz eins der norwegischen Charts kletterte und auch in den USA in den Top 10 der Billboard Top Jazz Album landete. Im April 2007 erschien das Album Being There. Gustavsen zufolge markierte es den Abschluss einer Trilogie.
Seit 2008 arbeitet Gustavsen unter der Bezeichnung Tord Gustavsen Ensemble mit flexiblen Besetzungen als Duo, Trio oder Quartett. Zur Stammbesetzung zählen Tore Brunborg (Saxofon), Mats Eilertsen (Bass) und Jarle Vespestad (Schlagzeug). Je nach Arrangement wird sie durch Kristin Asbjørnsen (Gesang), Cecilie Jørstad (Lesungen) und Rune Arnesen (Schlagzeug) erweitert. Hervorgegangen ist das Ensemble aus einer Auftragsarbeit für das Vossajazz Festival 2008. Mit dem aus Gustavsen, Tore Brunborg, Jarle Vespestad und Mats Eilertsen bestehenden Tord Gustavsen Quartett entstand 2012 das Album The Well.
Nach dem frühen Tod des Bassisten Harald Johnsen 2011 ließ Tord Gustavsen sein Trio ruhen. Erst 2018 kam, mit dem neuen Bassisten Sigurd Hole, The Other Side heraus, inspiriert von Bach-Chorälen und Volksmusik aus Skandinavien. Und 2022 folgte Opening, da Sigurd Hole nicht auf Tournee gehen wollte, mit dem Bassisten Steinar Raknes.

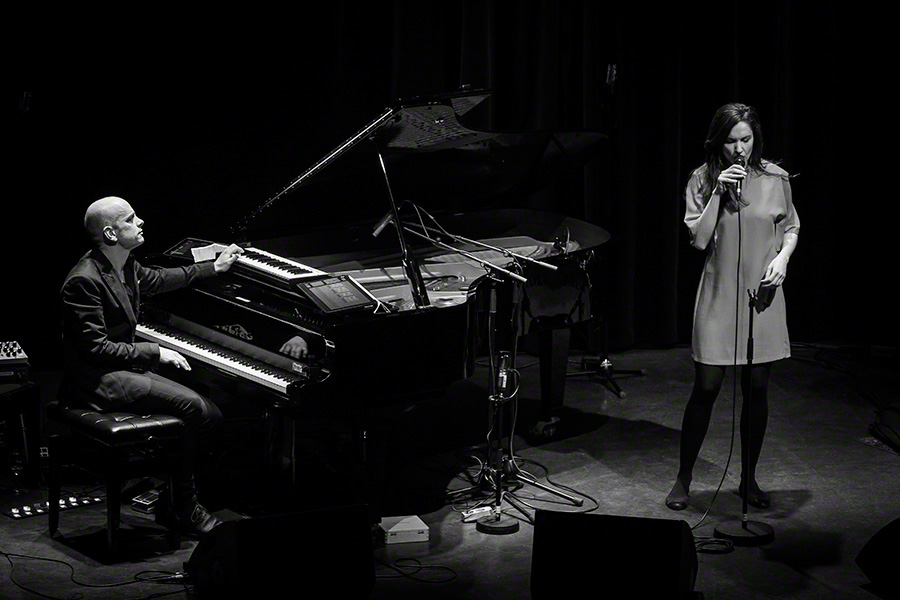
Tord Gustavsen mit Simin Tander

## Diskografie
Alben

| Jahr                   | Titel              | Höchstplatzierung, Gesamtwochen, AuszeichnungChartplatzierungen (Jahr, Titel, Platzierungen, Wochen, Auszeichnungen, Anmerkungen) | Höchstplatzierung, Gesamtwochen, AuszeichnungChartplatzierungen (Jahr, Titel, Platzierungen, Wochen, Auszeichnungen, Anmerkungen) | Höchstplatzierung, Gesamtwochen, AuszeichnungChartplatzierungen (Jahr, Titel, Platzierungen, Wochen, Auszeichnungen, Anmerkungen) | Anmerkungen                                                                                                   |
| Jahr                   | Titel              | DE | CH | NO | Anmerkungen                                                                                                   |
| ---------------------- | ------------------ | --- | --- | --- | --- |
| Soloprojekte           |                    | | | | |
|                        |                    | | | | |
| 2009                   | Restored, Returned | — | — | NO15 (6 Wo.)NO | mit Kristin Asbjørnsen, Tore Brunborg, Mats Eilertsen, Jarle Vespestad Das Album erhielt den Spellemannprisen |
| 2016                   | What Was Said      | DE72 (1 Wo.)DE | — | NO31 (1 Wo.)NO | mit Simin Tander und Jarle Vespestad Jahrespreis der Deutschen Schallplattenkritik                            |
| Tord Gustavsen Trio    |                    | | | | |
|                        |                    | | | | |
| 2003                   | Changing Places    | — | — | NO32 (1 Wo.)NO | |
| 2005                   | The Ground         | DE— Gold (German Jazz Award)DE | — | NO1 (14 Wo.)NO | |
| 2007                   | Being There        | — | — | NO3 (10 Wo.)NO | |
| 2018                   | The Other Side     | DE58 (1 Wo.)DE | CH88 (1 Wo.)CH | NO40 (1 Wo.)NO | |
| 2022                   | Opening            | — | CH82 (1 Wo.)CH | — | |
| 2024                   | Seeing             | — | — | — | |
| Tord Gustavsen Quartet |                    | | | | |
|                        |                    | | | | |
| 2012                   | The Well           | DE100 (1 Wo.)DE | — | NO4 (7 Wo.)NO | |
| 2014                   | Extended Circle    | — | — | NO24 (2 Wo.)NO | |

Weitere Projekte
- Funky Butt Whoopin’ (2001)
- Carl Petter Opsahl Indigodalen (2001)
- Nymark Collective Contemporary Tradition (2002)
- Skruk / Rim Banna Krybberom (2003)
- Skruk / Torun Sævik / Cecilie Jørstad Sommerlandet (2004)
- Ulrich Drechsler Quartet Humans & Places (2006)
- Skruk / Nymark Collective Dype stille sterke milde (2006)
- Nymark Collective Bessie Smith Revisited – Live in Concert (2008), mit Kristin Asbjørnsen